# Canton de Caylus
Le canton de Caylus était un canton français du département de Tarn-et-Garonne, jusqu'aux élections départementales de mars 2015.
Par la loi du 17 mai 2013, il est totalement intégré au nouveau Canton de Quercy-Rouergue ayant pour chef-lieu la commune de Septfonds.

## Communes
Le canton de Caylus comprenait les 7 communes suivantes :
| Nom              | Code Insee | Intercommunalité                                 | Superficie (km2) | Population (dernière pop. légale) | Densité (hab./km2) |
| ---------------- | ---------- | ------------------------------------------------ | ---------------- | --------------------------------- | ------------------ |
| Caylus           | 82038      | CC du Quercy Rouergue et des Gorges de l'Aveyron | 97,45            | 1 476 (2014)                      | 15                 |
| Espinas          | 82056      | CC du Quercy Rouergue et des Gorges de l'Aveyron | 16,15            | 172 (2014)                        | 11                 |
| Lacapelle-Livron | 82082      | CC du Quercy Rouergue et des Gorges de l'Aveyron | 13,79            | 199 (2014)                        | 14                 |
| Loze             | 82100      | CC du Quercy Rouergue et des Gorges de l'Aveyron | 11,05            | 135 (2014)                        | 12                 |
| Mouillac         | 82133      | CC du Quercy Rouergue et des Gorges de l'Aveyron | 9,08             | 103 (2014)                        | 11                 |
| Puylagarde       | 82147      | CC du Quercy Rouergue et des Gorges de l'Aveyron | 23,14            | 339 (2014)                        | 15                 |
| Saint-Projet     | 82172      | CC du Quercy Rouergue et des Gorges de l'Aveyron | 26,14            | 289 (2014)                        | 11                 |

## Représentation

### Conseillers généraux de 1833 à 2015
| Période | Période      | Identité                        | Étiquette              | Qualité                                                                                                |
| ------- | ------------ | ------------------------------- | ---------------------- | --- |
| 1833    | 1848         | Joseph Hippolyte Cambe          |                        | Juge de paix à Caylus                                                                                  |
| 1848    | 1871         | Jean-Alexis Rossignol           |                        | Avocat, juge de paix puis maire de Caylus (1876-1877)                                                  |
| 1871    | 1872 (décès) | Ambroise Constantin (1805-1872) |                        | Commandant du Génie en retraite à Lacapelle-Livron                                                     |
| 1872    | 1875 (décès) | Prosper Viguier                 | Droite                 | Maire de Caylus (1871-1875)                                                                            |
| 1875    | 1883         | Henri Viguier                   | Droite                 | Maire de Caylus (1875-1876, 1877-1881, 1882-1883)                                                      |
| 1883    | 1888         | Léon Carbonel                   | Droite                 | Maire de Caylus (1883-1887)                                                                            |
| 1888    | 1895         | Ulysse Peujade                  | Droite                 | Maire de Caylus (1887 et 1888-1900), conseiller d'arrondissement                                       |
| 1895    | 1902 (décès) | Léon Carbonel                   | Républicain            | Maire de Caylus (1900-1902)                                                                            |
| 1902    | 1913         | Antoine Linon                   | Conservateur           | Docteur-médecin - Maire de Caylus (1904-1912)                                                          |
| 1913    | 1940         | Joseph Basile Andrieu           | Rad.                   | Médecin - Maire de Caylus (1917-1941)                                                                  |
|         |              |                                 |                        | |
| 1945    | 1964         | Vincent Cazes                   | DVD puis CNIP          | Maire de Puylagarde (1947-1965)                                                                        |
| 1964    | 1988         | Robert Lafon                    | Centriste puis UDF-CDS | Maire de Caylus (1965-1971 et 1972-1983)                                                               |
| 1988    | 2015         | Léopold Viguié                  | DVD                    | Agriculteur Ancien Maire de Lacapelle-Livron Elu en 2015 dans le Canton de Quercy-Rouergue (1977-2008) |

### Conseillers d'arrondissement (de 1833 à 1940)
| Période | Période          | Identité                                                   | Étiquette   | Qualité |
| ------- | ---------------- | ---------------------------------------------------------- | ----------- | --- |
| 1833    | 1836             | Antoine de La Contrie-Perdrix, dit Delacontrie (1771-1848) |             | Ancien officier d'infanterie, ancien percepteur, propriétaire à Caylus                                      |
| 1836    | 1848             | Pierre Julien Rossignol                                    |             | Avocat, maire de Caylus (1830-1832 et 1833-1852)                                                            |
|         |                  |                                                            |             | |
| 1886    | 1888 (démission) | Ulysse Peujade                                             | Droite      | Maire de Caylus (1887 et 1888-1900)                                                                         |
|         |                  |                                                            |             | |
| 1892    |                  | M. Bonnais                                                 | Républicain | |
|         |                  |                                                            |             | |
| 1910    |                  | Abbé Adrien Saliné (1851-1936)                             | Libéral     | Curé à Saint-Joseph, Montauban                                                                              |
|         |                  |                                                            |             | |
| 1922    | 1940             | Georges Granier                                            | Droite      | Propriétaire à Caylus                                                                                       |
| 1940    |                  |                                                            |             | Les conseils d'arrondissement ont été suspendus par la loi du 12 octobre 1940 et n'ont jamais été réactivés |

## Démographie
| 1962  | 1968  | 1975  | 1982  | 1990  | 1999  | 2006  | 2011  | 2012  |
| ----- | ----- | ----- | ----- | ----- | ----- | ----- | ----- | ----- |
| 2 950 | 2 846 | 2 430 | 2 503 | 2 320 | 2 438 | 2 712 | 2 759 | 2 758 |